# Loboscelidia atra
Loboscelidia atra (лат.) — вид ос-блестянок рода Loboscelidia из подсемейства Loboscelidiinae. Южная Азия: Шри-Ланка.

## Описание
Мелкие осы-блестянки с коричневым телом. Это один из нескольких видов рода с хорошо развитыми полными скробальными бороздками мезоплевр, прямоугольным фронтальным выступом и скапусом усика, чья длина в 3 раза больше его ширины, а метанотум в 2 раза короче скутеллюма.
Усики прикрепляются горизонтально на носовом фронтальном выступе. Голова сзади переходит в шееподобный выступ, покрытый щетинками. Тегулы очень крупные, покрывают основания крыльев. В передних крыльях отсутствуют стигма, костальная и субкостальная жилки. Имеют явно выраженный половой диморфизм: усики самцов тонкие и длинные, метасома из 5 видимых сегментов, а у самок усики широкие и более короткие, брюшко 4-сегментное. Предположительно, как и другие виды своего рода, паразитоиды, в качестве хозяев используют яйца палочников (Phasmatodea). Вид был впервые описан в 1983 году энтомологом Карлом Кромбейном, а его валидный статус был подтверждён в ходе родовой ревизии в 2012 году американским гименоптерологом профессором Линн Кимсей (Lynn S. Kimsey, Bohart Museum of Entomology, Department of Entomology, Калифорнийский университет в Дэвисе, Калифорния, США).